# Klušino
Klušino (rusky Клушино) je vesnice v Rusku ve Smolenské oblasti. Ve vesnici žije 403 obyvatel.
Narodil se zde sovětský kosmonaut Jurij Alexejevič Gagarin a v jeho rodném domě se dnes nachází muzeum věnované jemu a jeho rodině.

## Bitva u Klušina

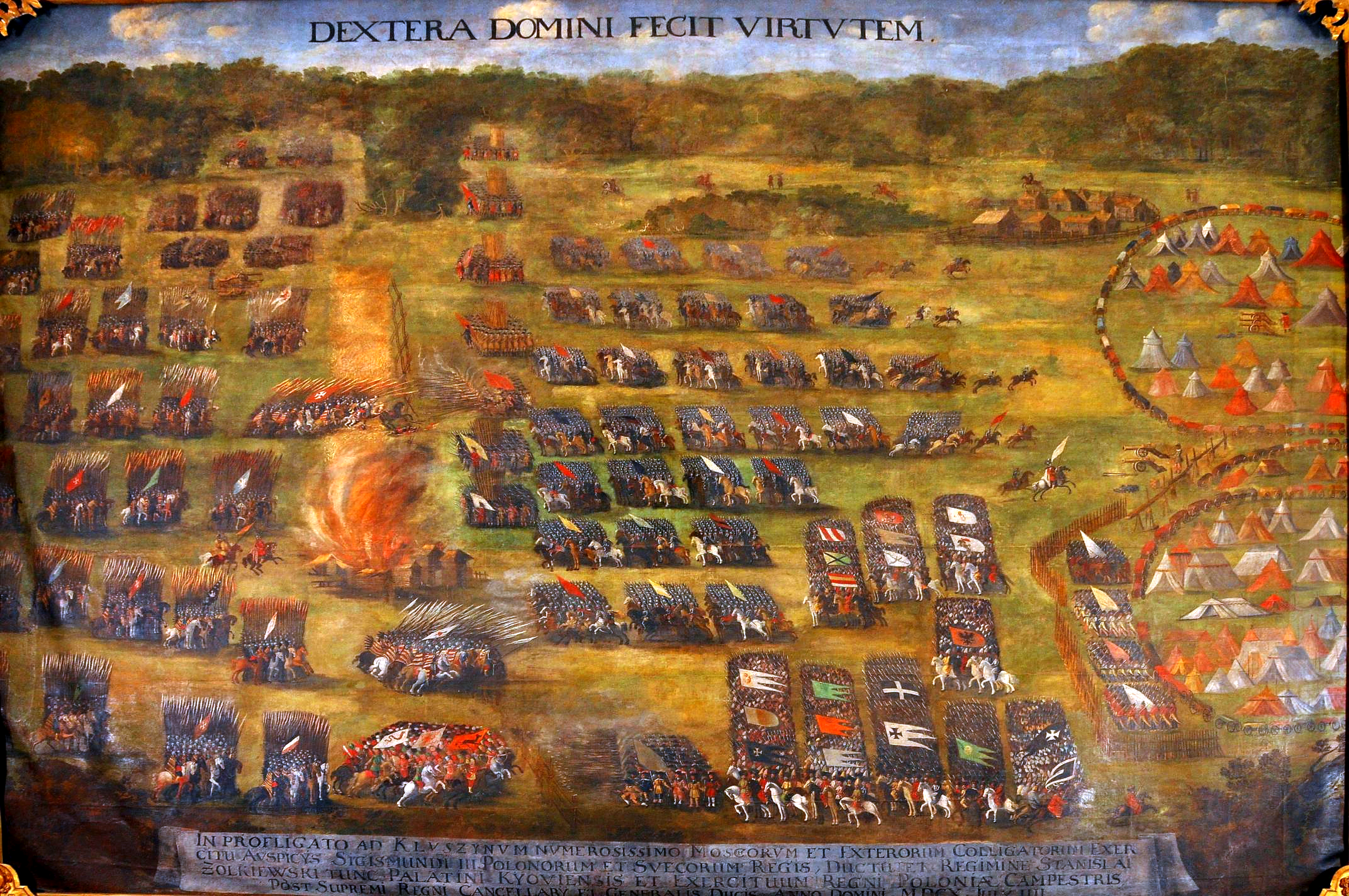
Bitva u Klušina

24. červnajul./ 4. července 1610greg. u vesnice proběhla bitva polsko-litevské armády s ruskou a švédskou armádou během rusko-polské války (1605–1618). Početně slabší polská strana (asi 6 700 mužů) zvítězila nad ruskou (asi 35 000 mužů). Při bitvě padlo asi 400 mužů na polské a 5 000 mužů na ruské straně.